# Odontopera curticosta
Odontopera curticosta är en fjärilsart som beskrevs av Louis Beethoven Prout 1932. Odontopera curticosta ingår i släktet Odontopera och familjen mätare. Inga underarter finns listade i Catalogue of Life.